# 달라 베이커
달라 베이커(Darla Baker, 1988년 12월 13일 ~ )는 미국의 모델이다.